# Qingpu
Qingpu (en xinès, 青浦; pinyin, Qīngpǔ; literalment, «badia Jove») és un districte del municipi de Xangai, Xina. Qingpu és a prop de l'estany d'aigua dolça de Xangai, el llac Dianshan, que proveeix a tota la ciutat. Qingpu pren el seu nom del riu Huangpu per la seva proximitat, per això té una de les zones més riques en aigua i l'agricultura més desenvolupada de la regió. La població de Qingpu (a finals de 2010) era de 456 834 habitants i té una superfície total de 675,11 km².
Qingpu està situat en els suburbis occidentals de Xangai, és adjacent a Jiangsu i Zhejiang.

## Administració
El districte de Qingpú es divideix en 8 poblats i 3 subdistrictes.
- Subdistricte Xiayang (夏阳街道)
- Subdistricte Yingpu (盈浦街道)
- Subdistricte Xianghuaqiao (香花桥街道)
- Poblat Zhaoxiang (赵巷镇)
- Poblat Xujing (徐泾镇)
- Poblat Huaxin (华新镇)
- Poblat Chonggu (重固镇)
- Poblat Baihe (白鹤镇)
- Poblat Zhujiajiao (朱家角镇)
- Poblat Liantang (练塘镇)
- Poblat Jinze (金泽镇)

## Persones il·lustres
- Chen Yun (xinès simplificat: 陈云, xinès tradicional: 陳雲, pinyin: Chén Yún) (1905 - 1995). Polític

## Clima
| Parámetres climátics mitjans de Qingpú (1971-2000) | Parámetres climátics mitjans de Qingpú (1971-2000) | Parámetres climátics mitjans de Qingpú (1971-2000) | Parámetres climátics mitjans de Qingpú (1971-2000) | Parámetres climátics mitjans de Qingpú (1971-2000) | Parámetres climátics mitjans de Qingpú (1971-2000) | Parámetres climátics mitjans de Qingpú (1971-2000) | Parámetres climátics mitjans de Qingpú (1971-2000) | Parámetres climátics mitjans de Qingpú (1971-2000) | Parámetres climátics mitjans de Qingpú (1971-2000) | Parámetres climátics mitjans de Qingpú (1971-2000) | Parámetres climátics mitjans de Qingpú (1971-2000) | Parámetres climátics mitjans de Qingpú (1971-2000) | Parámetres climátics mitjans de Qingpú (1971-2000) |
| Mes                                                | Gen.                                               | Feb.                                               | Mar.                                               | Abr.                                               | Mai.                                               | Jun.                                               | Jul.                                               | Ago.                                               | Sep.                                               | Oct.                                               | Nov.                                               | Des.                                               | Anual                                              |
| -------------------------------------------------- | -------------------------------------------------- | -------------------------------------------------- | -------------------------------------------------- | -------------------------------------------------- | -------------------------------------------------- | -------------------------------------------------- | -------------------------------------------------- | -------------------------------------------------- | -------------------------------------------------- | -------------------------------------------------- | -------------------------------------------------- | -------------------------------------------------- | -------------------------------------------------- |
| Temp. máx. mitjana (°C)                            | 8.1                                                | 9.2                                                | 12.8                                               | 19.1                                               | 24.1                                               | 27.6                                               | 31.8                                               | 31.3                                               | 27.2                                               | 22.6                                               | 17.0                                               | 11.1                                               | 20.2                                               |
| Temp. mín. mitjana (°C)                            | 1.1                                                | 2.2                                                | 5.6                                                | 10.9                                               | 16.1                                               | 20.8                                               | 25.0                                               | 24.9                                               | 20.6                                               | 15.1                                               | 9.0                                                | 3.0                                                | 12.9                                               |
| Precipitació total (mm)                            | 50.6                                               | 56.8                                               | 98.8                                               | 89.3                                               | 102.3                                              | 169.6                                              | 156.3                                              | 157.9                                              | 137.3                                              | 62.5                                               | 46.2                                               | 37.1                                               | 1164.5                                             |
| Días de precipitacions (≥ 1 mm)                    | 9.7                                                | 10.3                                               | 13.9                                               | 12.7                                               | 12.1                                               | 14.4                                               | 12.0                                               | 11.3                                               | 11.0                                               | 8.1                                                | 7.0                                                | 6.5                                                | 129                                                |
| Hores de sol                                       | 123.0                                              | 115.7                                              | 126.0                                              | 156.1                                              | 173.5                                              | 147.6                                              | 217.8                                              | 220.8                                              | 158.9                                              | 160.8                                              | 146.6                                              | 147.7                                              | 1894.5                                             |
| Humetat relativa (%)                               | 75                                                 | 74                                                 | 76                                                 | 76                                                 | 76                                                 | 82                                                 | 82                                                 | 81                                                 | 78                                                 | 75                                                 | 74                                                 | 73                                                 | 76.8                                               |
| Font: 中国气象局 17 de març de 2009                |                                                    |                                                    |                                                    |                                                    |                                                    |                                                    |                                                    |                                                    |                                                    |                                                    |                                                    |                                                    |                                                    |